# Ametris pudibunda
Ametris pudibunda là một loài bướm đêm trong họ Geometridae.